# Rianti Cartwright
Pour les articles homonymes, voir Cartwright.
Rianti Cartwright (née Rianti Rhiannon Cartwright) est une artiste, mannequin, présentateur, vidéo-jockey, ambassadeur et entrepreneur indonésienne qui est née le 22 septembre 1983 à Bandung. Son prénom composé Rianti Rhiannon, est un mélange de dialecte soundanais et de gallois qui signifie « la grande reine attend ».

## Biographie
Elle est née à Bandung dans la province de Java occidental en Indonésie le 22 septembre 1983. Elle a un frère aîné, Munadi. Métisse eurasienne de par ses origines, son père, Dachlan Cartwright est gallois et sa mère, Srie Sutrisnawati est d'origine soundano-javanaise. En raison de cet héritage multiculturel, Rianti Cartwright est polyglotte sachant ainsi parler en plus  du bahasa indonesia qui est sa langue natale, l'anglais, le français, l'arabe, le soundanais et plus récemment le batak, qui est la langue de son époux.
Rianti Cartwright n'a que seize ans quand elle est repérée dans sa ville natale de Bandung par l'éditeur d'un magazine local nommé "Maxx-M" qui lui fait ainsi signer son premier contrat de mannequin. Éduquée à l'École Internationale de Bandung où enseignait son père, Rianti est diplômée de l'Université de Tasmanie dans le domaine du marketing et du commerce international.
Fascinée par le monde de la nuit, Rianti Cartwritght a également eu à quelques reprises l'occasion d'expérimenter ses capacités de vidéo-jockey lors d’événements festifs entre 2005 et 2010. Durant son enfance elle rêvait de devenir rédactrice d'un magazine de mode. Mais malgré ses occupations en tant que célébrité, Rianti Cartwright n'a pas pour autant renoncé à un autre de ses désirs, celui d'être une femme d'affaires. Longtemps restée énigmatique à ce sujet, elle a finalement ouvert début 2012 à Jakarta, son propre centre de balnéothérapie.
Peu après l'ouverture, Rianti Cartwright a déclaré qu'elle ne souhaitait pas en rester là et a par la suite ouvert avec des amis en 2013 en annexe de son spa, une boulangerie-pâtisserie , "Frangipani Cafe",.

## Carrière
Elle commence sa carrière d'actrice en 2003 en jouant un petit rôle dans la comédie romantique Eiffel I'm in Love. Mais sa première apparition mémorable à l'écran eut lieu, avec la sortie de la comédie Jomblo réalisée par Hanung Bramantyo en 2006, ou elle incarne le rôle d'Asri, une jeune étudiante de l'université de Bandung apparaissant comme étant la plus belle fille du campus.
Elle a par la suite commencer à apparaître de plus en plus souvent dans des séries télévisées et a décidé par conséquent de quitter Bandung pour s'installer de manière durable à Jakarta, avec le soutien de ses parents.
En 2007, elle tourne son plus célèbre film à nouveau avec le réalisateur Hanung Bramantyo aux côtés de Carissa Putri et de Fedi Nuril dans Ayat-Ayat Cinta ("Les Versets de l'amour") qui est l'adaptation d'un des romans islamiques d'Habiburrahman El Shirazy (id). Elle incarne dans ce film le rôle d'Aïsha, la très séduisante étudiante de l'Université al-Azhar riche, belle et intelligente d'origine turque et allemande qui porte le tchador, pour les besoins du film, Rianti a du apprendre l'arabe.

## Vie privée
Rianti Carwright est encore mineure en 2001, quand elle entame sa relation avec l'homme d'affaires Banyu Biru Djarot, qu'elle a rencontré à l'occasion d'un défilé de mode. Issu d'une éminente famille indonésienne, son père Eros Djarot est politicien et son oncle Slamet Rahardjo est acteur. En raison de leurs différences d'âges et de milieux sociaux, ils ont tenu à garder leurs relations à l'abri des médias, jusqu'à ce que le père de Banyu l'apprenne en 2006.
Malgré l'opposition que leurs familles respectives éprouvaient face à leurs liaisons, Banyu fait sa demande en mariage à Rianti Cartwright en décembre 2007 mais elle rejette sa proposition. Ils annoncent finalement leur séparation en septembre 2008 après des rumeurs d'infidélité de la part de Banyu, mais Rianti Cartwright a nié les faits affirmant qu'elle avait décidé de mettre de son plein gré, un terme à leur relation car il s'agissait d'une question de principe. Pourtant en avril 2009, des rumeurs affirment qu'ils se seraient remis ensemble mais elles sont rapidement rejetées par Eros Djarot. Rianti a de son côté déclaré qu'elle s'était déjà trouvée quelqu'un depuis la fin de l'année 2008.
Elle finit par révéler au public en septembre 2009, qu'elle sort avec le chanteur Cassanova Alfonso    et qu'elle souhaite par-dessus tout vieillir à ses côtés et cela malgré leurs différences religieuses.
Le couple s'est finalement marié le 17 septembre 2010, aux États-Unis, à la Cathédrale Saint-Patrick de New York. Trois semaines avant la cérémonie de mariage, Rianti Cartwright s'est convertie de l'Islam au Catholicisme romain pour suivre la religion de son conjoint sous le nom de Sophia Rianti, en honneur de son baptême qui signifie « sagesse » en grec ancien. Interrogée par la suite sur sa conversion, elle espère que le public ainsi que les médias respecteront sa décision et qu'elle était définitivement devenu une femme heureuse,.
Le 25 juillet 2020, à la suite d'une longue lutte contre l'infertilité Rianti Cartwright donne naissance à leur premier enfant, une fille prénommée Cara Rose Kayana Nainggolan.

## Filmographie

### Cinéma
- 2003 : Eiffel I'm in Love
- 2005 : Inikah Rasanya Cinta?
- 2006 : Pesan Dari Surga
- 2006 : Jomblo
- 2007 : D'Bijis
- 2007 : Ayat-Ayat Cinta
- 2010 : Kabayan Jadi Milyuner
- 2013 : Finding Srimulat
- 2015 : Tiga Dara
- 2016 : Bulan Terbelah di Langit Amerika

### Télévision
- Jomblo
- Elang
- Munajah Cinta
- Dewi
- Perasaan Jadi Cinta
- Memori Cinta
- Diam-Diam Suka
- Diam-Diam Suka : Cinta Lama Bersemi Kembali
- Cantic Cantic Magic